# Campini CS.10

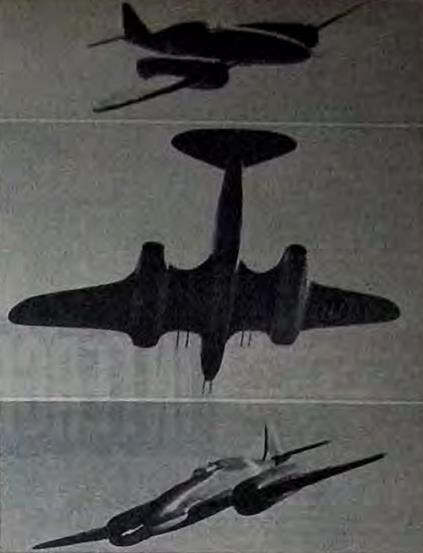
Campini CS.10 modello in scala su tre proiezioni

Il Campini CS.10 è stato un progetto del 1942, mai realizzato, di un bireattore (motoreattore) da caccia pesante progettato dall'ingegner Secondo Campini.

## Storia del progetto
Dopo la felice esperienza del Campini-Caproni C.C.2 l'ing. Secondo Campini presentò al ministero dell'aeronautica quattro progetti di aerei militari che implementavano la tecnologia motoristica sperimentata con il C.C.2. I progetti furono il CS.8, il CS.9, il CS.10 e il CS.11. Mentre i primi tre erano varianti dello stesso velivolo, il CS.11 era un velivolo concettualmente diverso pur mantenendo l'innovativa caratteristica del motoreattore comune a tutti gli altri.
L'unità motrice prevista è detta "motoreattore" perché i compressori sono trascinati da un motore a pistoni, al contrario del motore turbogetto in cui il compressore è azionato dalla turbina.
Sarebbe stato costruito il primo prototipo entro un anno dalla industrie Caproni per un prezzo di 2.755.000 lire dell'epoca, esclusi i motori e l'armamento.

## Tecnica

### Cellula
Caratterizzato dall'ala media a pianta ellittica, era un velivolo dalla struttura in duralluminio come il C.C.2, con cabina di pilotaggio adatta al volo ad alta quota.

### Motore
Lo schema propulsivo era simile a quello del Campini-Caproni C.C.2 portato in volo il 28 agosto 1940; il motore previsto era, invece del motore convenzionale a pistoni Isotta Fraschini L.121 RC.40 con una potenza di circa 660 kW (pari a 900 CV), un Fiat R.A. 1050 Tifone che era la copia su licenza del tedesco Daimler-Benz DB 605 dalla potenza di 1 450 CV.
Lo schema costruttivo, similmente al C.C.2, prevedeva un solo motore a pistoni collegato, mediante due gruppi moltiplicatori ad ingranaggi, a due compressori assiali a tre stadi rotorici ciascuno, posti sulle ali, costituiti ciascuno da 16 palette con passo modificabile al suolo e da 3 stadi statorici da 15 palette con passo variabile idraulicamente in volo. Il condotto a valle del compressore fungeva contemporaneamente da camera di combustione ed ugello di scarico  (in maniera simile a quanto avviene in un postbruciatore), con iniettori di cherosene disposti circolarmente su un anello che stabilizzava la fiamma. La geometria dell'ugello di scarico veniva modificata facendo scorrere idraulicamente una spina Doble avanti o indietro in modo da regolare l'area di efflusso. L'espansione dei gas di combustione generava la spinta.
La soluzione motoristica impiegata da Campini, definita motoreattore, sviluppava il medesimo concetto già seguito dall'ingegnere rumeno Henri Coandă nella realizzazione del proprio velivolo Coandă-1910.

### Sistemi ed impianti
Era previsto un carrello triciclo retrattile con ruotino in coda.
Il carico utile era di 1 180 kg così suddivisi: 550 kg per il carburante (750 Litri), 370 kg per le armi e le munizioni, 150 kg per i piloti, paracaduti e varie blindature, 60 kg per la radio e 50 kg per l'olio.

### Armamento
L'armamento era costituito da sei mitragliatrici in caccia posti in coppia.

### Versioni
Pensato in tre varianti:
- CS.8 - con abitacolo arretrato e con apertura alare ridotta.
- CS.9 - con abitacolo avanzato e motore centrale
- CS.10 - con abitacolo in posizione centrale, modello poi prescelto per la produzione in serie che non avverrà mai, per i dubbi generati dalle due unità propulsive previste.[1]

## Impiego operativo
Il CS.10 non fu mai costruito né ebbe quindi la possibilità di effettuare dei voli di prova, il progetto fu cancellato per le nuove vicende belliche dell'Italia.

## Campini CS. 11
Il Campini CS.11 invece era la versione da bombardamento capace di un carico di 1 000 kg di bombe, più 400 kg di armamento dato da quattro mitragliatrici gemelle in torretta dorsale e ventrale, con equipaggio di 3 uomini, pilota più due mitraglieri, uno dorsale ed uno ventrale.
Le dimensioni del CS.11 rispetto al CS.10 sono aumentate molto, mantenendo però un carico alare simile di 165–167 kg/m2 ed una lieve diminuzione della velocità orizzontale e di ascesa. Il CS.11 aveva doppia deriva in coda e per motori dei motoreattori, due in questo caso, che potevano essere inseriti nell'ala più grande; erano previsti due DB.605 in posizione parallela e centrali rispetto alla fusoliera.
Successivamente venne progettata una versione ancora più grande e prestazionale, con una maggiore capacità di carico di bombe.